# The Ballad of a Small Player
The Ballad of a Small Player är en amerikansk thriller- och dramafilm som har premiär på Netflix under 2025. Filmen är regisserad av Edward Berger efter ett manus skrivet av Rowan Joffe, som i sin tur är baserat på Lawrence Osbornes roman från 2014.

## Handling
Filmen handlar om en spelare som bestämmer sig för att hålla sig undan i Macao efter att hans förflutna och skulder hunnit ikapp honom. På vägen möter han en likasinnad som kanske håller nyckeln till hans räddning.

## Rollista (i urval)
- Colin Farrell
- Tilda Swinton
- Fala Chen
- Deannie Yip
- Alex Jennings